# Владимирский скит (Валаам)
Свято-Владимирский скит — скит Валаамского монастыря, построенный на Валааме в 2006—2007 годы.

## История

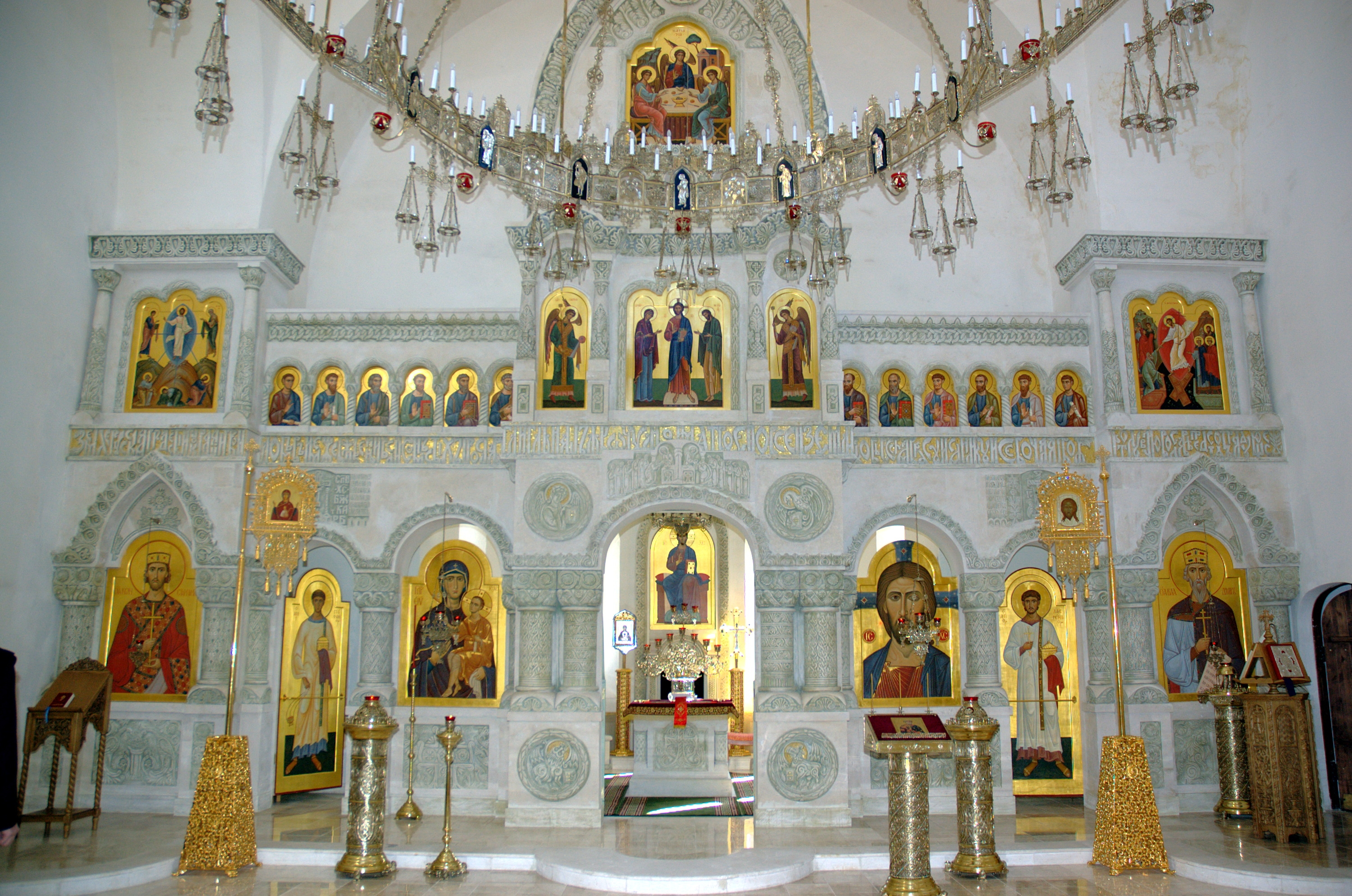
Иконостас скитского храма

11 июля 2002 года патриархом Московским Алексием II на месте основания скита был освящён закладной камень.
10 июля 2006 года был совершён чин освящения закладного камня храмового комплекса и началось строительство, а 10 июля 2007 года для возведённого храма были освящены и установлены купольные кресты. В том же году были завершены общие строительные работы, проложены внешние и внутренние инженерные сети, построена станция по очистке сточных вод, дизельная электростанция и котельная.
В 2008 году по проекту архитектора Андрея Анисимова (Мастерские Андрея Анисимова) был сооружен уникальный белокаменный резной иконостас с мозаичными вставками и белокаменное убранство алтаря. На фасадах появились Образ Нерукотворного Спаса, резные белокаменные фронтоны и керамический (майолика) декор.
21 сентября 2008 года патриарх Алексий II освятил в скиту храм в честь святого равноапостольного князя Владимира, имеющего крестильню и придел в честь мученицы Людмилы Чешской, а также придел в честь Всех Святых. По его же благословлению храм во имя Всех святых, в земле Российской просиявших, был освящён игуменом Спасо-Преображенской Валаамской обители епископом Троицким Панкратием 1 января 2009 года.
10 июля 2009 года в присутствии патриарха Московского Кирилла в скиту был открыт музей имени патриарха Алексия II, расположенный в цокольном этаже храмового комплекса и посвящённый истории монастыря от древности до настоящего времени.
7 июля 2011 года были завершены работы по росписи храма.
В скиту действует иконописная мастерская, имеется обширная библиотека.
В скиту выстроена резиденция патриарха, имеется келейный корпус для братии.

## Стиль
Архитектурный стиль скита сочетает в себе сразу несколько направлений древнерусской архитектуры: Новгородская и Псковвская средневековая архиетура в одноапсидных алтарях, звонницах и с добавлением элементов московского зодчества XVI века (шатер) и неорусского стиля (шлемовидные купола). Комплекс был выстроен по проекту Заслуженного архитектора России Андрея Анисимова, в авторский коллектив которого также входили архитекторы Т. И. Ефимова и Н. Ю. Бледнова; инженер-конструктор В. С. Райберг; художники А. В. Брусов и А. В. Верди (орнаменты резьбы, росписи и мозаика). По словам Андрея Анисимова: «когда мы строили Владимирский скит на Валааме, средства были, но расходовать их надо было разумно, вот и решили потратить их не на блеск куполов, не на мраморную роскошь, а сделать храм более строгим, кирпичным, чтобы он вписывался в окружающий северный пейзаж: немного резьбы, немного мозаики… Ведь церковь располагается в монашеской обители. При этом храмовый комплекс включает в себя и келейный корпус, и крестильню, и многие другие необходимые монахам помещения. Нужно было создать именно живой храм, а не просто памятник — поэтому решили деньги потратить на то, что действительно необходимо».
Историк искусства Лев Масиель Санчес отметил недостатки проекта: «Детали грубоваты, композиция переусложнена, отсутствует иконографический замысел — архитектурные цитаты, порождающие новые смыслы»